# Nakatsu (Han)

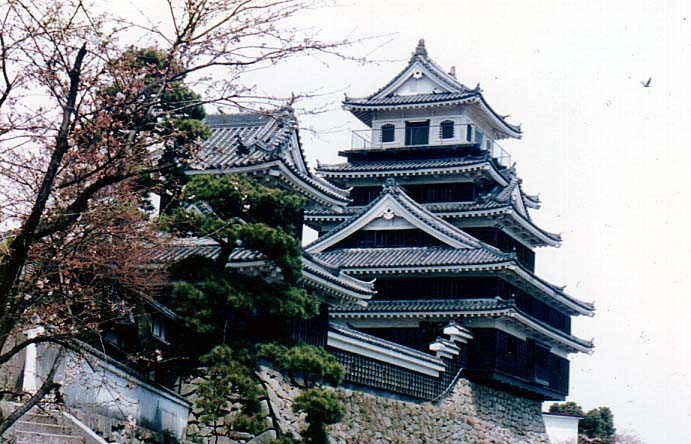
Burg Nakatsu

Nakatsu (japanisch 中津藩 Nakatsu-han) war ein japanisches Lehen (Han) in der alten Provinz Buzen auf der Insel Kyushu. Das Territorium, mit der gleichnamigen Burg im Zentrum, deckt sich in etwa mit dem der heutigen Stadt Nakatsu (Präfektur Ōita).

## Geschichte
Die Geschichte des Lehens beginnt nach der Unterwerfung Kyushus durch den Feldherren Toyotomi Hideyoshi im Jahre 1587, als Kuroda Yoshitaka (黒田 孝高) alias Josui (如水) für seine Verdienste die Region zum Lehen erhielt und nahe der Mündung des Yamaguni-Flusses seinen Sitz errichtete. Dessen Sohn Nagamasa wurde jedoch nach der Schlacht von Sekigahara im Jahre 1600, in der er sich bewährt hatte, mit dem größeren Lehen Fukuoka belohnt und an seiner Stelle Hosokawa Tadaoki als neuer Lehnsherr installiert. 1632 übernahm die Familie Hosokawa das Lehen Kumamoto, und Ogasawara Nagatsugu zog nach Nakatsu. Nach fünf Generationen unter den Ogasawaras übernahm 1717 die Familie Okudaira das Lehen Nakatsu und residierte hier bis 1871.
Nakatsu lag abseits der Hauptverkehrsstraßen Kyushus, spielte jedoch dank des günstig gelegenen Hafens eine Rolle im Schiffsverkehr der Seto-Inlandsee. Im späten 18. und frühen 19. Jahrhundert entwickelten Lehnsherren wie Okudaira Masao, Okudaira Masataka und Okudaira Masanobu ein starkes Interesse an westlicher Wissenschaft und Technik. In diesem Umfeld brachten einige der den Okudairas dienenden Samurai-Familien Persönlichkeiten wie Fukuzawa Yukichi und Obata Tokujirō hervor, die bei der Modernisierung Japans nach der Meiji-Restauration eine wichtige Rolle spielten.

## Liste der Lehnsherren
Hosokawa, 1600–1632 (Tozama-Daimyō; 399.000 Koku)
1. Hosokawa Tadaoki (細川忠興)
2. (Hosokawa Tadatoshi (細川忠利) verwaltete Nakatsu als Teil des Lehens Kokura)

Ogasawara, 1632–1716 (Fudai-Daimyō; 80.000 → 40.000 Koku)
1. Ogasawara Nagatsugu (小笠原長次)
2. Ogasawara Nagakatsu (小笠原長勝)
3. Ogasawara Nagatane (小笠原長胤)
4. Ogasawara Naganobu (小笠原長円)
5. Ogasawara Nagasato (小笠原長邕)

Okudaira, 1717–1872 (Fudai-Daimyō; 100.000 Koku)
1. Okudaira Masashige (奥平昌成)
2. Okudaira Masaatsu (奥平昌敦)
3. Okudaira Masaka (奥平昌鹿)
4. Okudaira Masao (奥平昌男)
5. Okudaira Masataka (奥平昌高)
6. Okudaira Masanobu (奥平昌暢)
7. Okudaira Masamichi (奥平昌猷)
8. Okudaira Masamoto (奥平昌服)
9. Okudaira Masayuki (奥平昌邁)